# Expedition 46

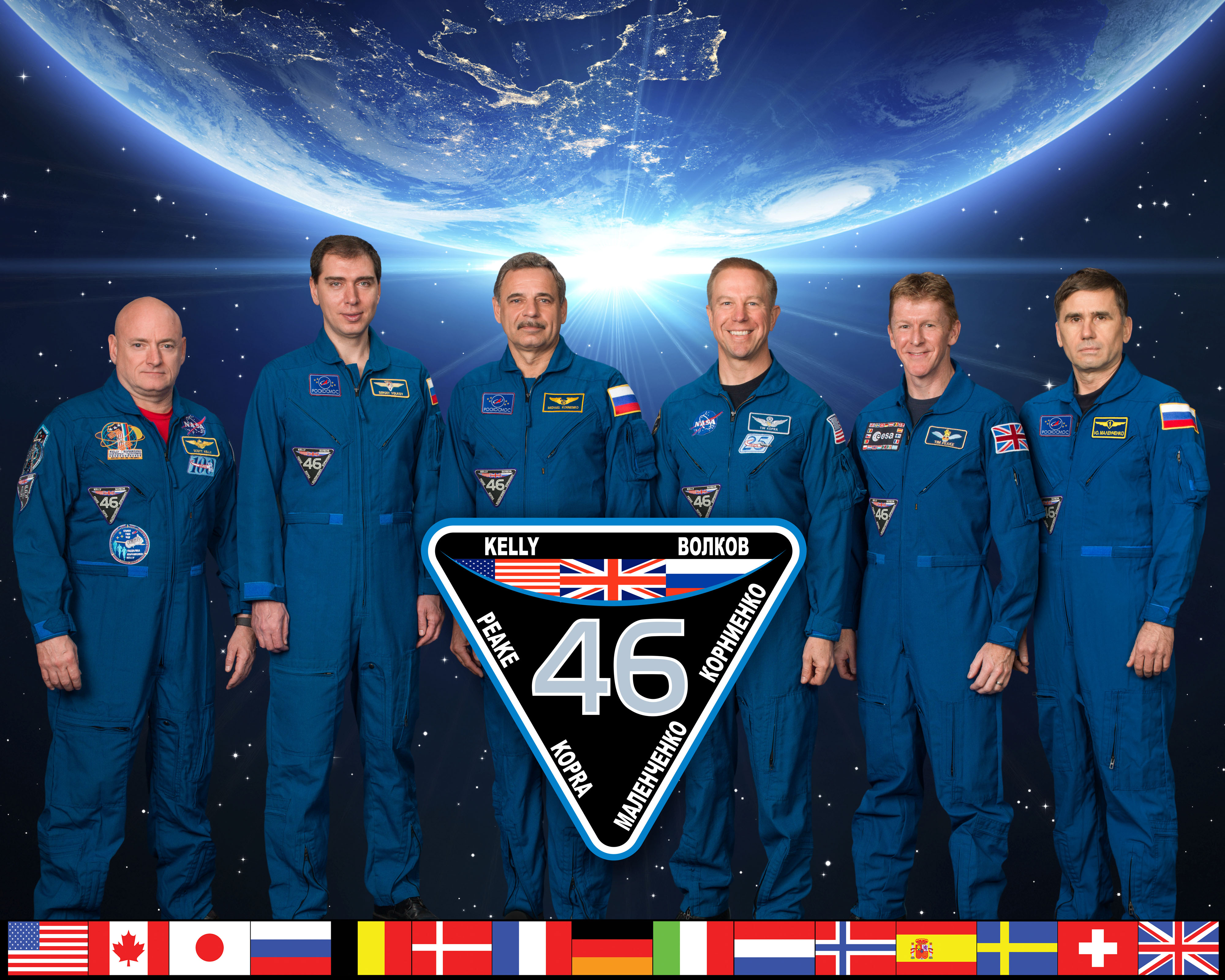
Expedition 46 besättning.

Expedition 46 var den 46:e expeditionen till Internationella rymdstationen (ISS). Expeditionen började den 11 december 2015 då delar av Expedition 45s besättning återvände till jorden med Sojuz TMA-17M.
Jurij Malentjenko, Timothy Peake och Timothy Kopra anlände till stationen med Sojuz TMA-19M den 15 december 2015.
Expeditionen avslutades den 1 mars 2016 då Scott J. Kelly, Michail Kornijenko och Sergej Volkov återvände till jorden med Sojuz TMA-18M.
Expedition 46 var sista etappen i Michail Kornijenkos och Scott J. Kellys ett år långa vistelse ombord på rymdstationen.

## Besättning
| Position       | Första delen (11 - 15 december 2015)        | Andra delen (15 december 2015 - 1 mars 2016) |
| -------------- | ------------------------------------------- | -------------------------------------------- |
| Befälhavare    | Scott J. Kelly, NASA Hans fjärde rymdfärd   | Scott J. Kelly, NASA Hans fjärde rymdfärd    |
| Flygingenjör 1 | Michail Kornijenko, RSA Hans andra rymdfärd | Michail Kornijenko, RSA Hans andra rymdfärd  |
| Flygingenjör 2 | Sergej Volkov, RSA Hans tredje rymdfärd     | Sergej Volkov, RSA Hans tredje rymdfärd      |
| Flygingenjör 3 |                                             | Jurij Malentjenko, RSA Hans tredje rymdfärd  |
| Flygingenjör 4 |                                             | Timothy Peake, ESA Hans första rymdfärd      |
| Flygingenjör 5 |                                             | Timothy Kopra, NASA Hans andra rymdfärd      |